# Matt Stienburg
Matthew "Matt" Stienburg, född 7 oktober 2000, är en kanadensisk professionell ishockeyforward som är kontrakterad till Colorado Avalanche i National Hockey League (NHL) och spelar för Colorado Eagles i American Hockey League (AHL).
Han har tidigare spelat för Cornell Big Red i National Collegiate Athletic Association (NCAA) och Sioux City Musketeers i United States Hockey League (USHL).
Stienburg draftades av Colorado Avalanche i tredje rundan i 2019 års draft som 63:e spelare totalt.
Han är son till Trevor Stienburg.

## Statistik
| Källa: Utv = Utvisningsminuter Uppdaterad: 2024-10-17 | Källa: Utv = Utvisningsminuter Uppdaterad: 2024-10-17 | Källa: Utv = Utvisningsminuter Uppdaterad: 2024-10-17 |             | Grundserie  | Grundserie  | Grundserie  | Grundserie  | Grundserie  |             | Slutspel    | Slutspel    | Slutspel    | Slutspel    | Slutspel |
| Säsong                                                | Lag                                                   | Liga                                                  | Matcher     | Mål         | Assists     | Poäng       | Utv         | Matcher     | Mål         | Assists     | Poäng       | Utv         |             |          |
| ----------------------------------------------------- | ----------------------------------------------------- | ----------------------------------------------------- | ----------- | ----------- | ----------- | ----------- | ----------- | ----------- | ----------- | ----------- | ----------- | ----------- | ----------- | -------- |
| 2013–2014                                             | Halifax Accel Hawks                                   | NSMBHL                                                | 29          | 5           | 8           | 13          | 26          | 2           | 1           | 0           | 1           | 2           |             |          |
| 2014–2015                                             | Halifax Accel Hawks                                   | NSMBHL                                                | 27          | 13          | 11          | 24          | 44          | 2           | 0           | 0           | 0           | 0           |             |          |
| 2015–2016                                             | Halifax McDonald's                                    | NSMMHL                                                | 16          | 3           | 5           | 8           | 14          | —           | —           | —           | —           | —           |             |          |
| 2016–2017                                             | Halifax McDonald's                                    | NSMMHL                                                | 36          | 11          | 36          | 47          | 44          | 9           | 1           | 3           | 4           | 2           |             |          |
| 2017–2018                                             | St. Andrew's College Saints                           | CISAA                                                 | 12          | 9           | 14          | 23          | 18          | 4           | 1           | 3           | 4           | 4           |             |          |
|                                                       | St. Andrew's College Saints                           |                                                       | 45          | 29          | 33          | 62          | 52          | —           | —           | —           | —           | —           |             |          |
| 2018–2019                                             | St. Andrew's College Saints                           | CISAA                                                 | 8           | 2           | 7           | 9           | 28          | 4           | 4           | 2           | 6           | 12          |             |          |
|                                                       | St. Andrew's College Saints                           |                                                       | 48          | 31          | 35          | 66          | 70          | —           | —           | —           | —           | —           |             |          |
|                                                       | Sioux City Musketeers                                 | USHL                                                  | 3           | 0           | 1           | 1           | 15          | —           | —           | —           | —           | —           |             |          |
| 2019–2020                                             | Cornell Big Red                                       | NCAA                                                  | 27          | 5           | 5           | 10          | 45          | —           | —           | —           | —           | —           |             |          |
| 2020–2021                                             | Cornell Big Red                                       | NCAA                                                  | Spelade ej. | Spelade ej. | Spelade ej. | Spelade ej. | Spelade ej. | Spelade ej. | Spelade ej. | Spelade ej. | Spelade ej. | Spelade ej. | Spelade ej. |          |
| 2021–2022                                             | Cornell Big Red                                       | NCAA                                                  | 28          | 13          | 16          | 20          | 30          | —           | —           | —           | —           | —           |             |          |
| 2022–2023                                             | Cornell Big Red                                       | NCAA                                                  | 18          | 2           | 5           | 7           | 18          | —           | —           | —           | —           | —           |             |          |
|                                                       | Colorado Eagles                                       | AHL                                                   | 4           | 0           | 1           | 1           | 5           | 4           | 0           | 1           | 1           | 4           |             |          |
| 2023–2024                                             | Colorado Eagles                                       | AHL                                                   | 54          | 5           | 8           | 13          | 63          |             |             |             |             |             |             |          |
| 2024–2025                                             | Colorado Avalanche                                    | NHL                                                   | 1           | 0           | 0           | 0           | 5           | —           | —           | —           | —           | —           |             |          |
|                                                       | Colorado Eagles                                       | AHL                                                   | 2           | 1           | 1           | 2           | 2           | —           | —           | —           | —           | —           |             |          |
| NHL totalt                                            | NHL totalt                                            | NHL totalt                                            | 1           | 0           | 0           | 0           | 5           | —           | —           | —           | —           | —           |             |          |
| AHL totalt                                            | AHL totalt                                            | AHL totalt                                            | 60          | 6           | 10          | 16          | 70          | 4           | 0           | 1           | 1           | 4           |             |          |
| NCAA totalt                                           | NCAA totalt                                           | NCAA totalt                                           | 73          | 20          | 26          | 46          | 93          | —           | —           | —           | —           | —           |             |          |